# Ognes (Aisne)
Ognes é uma comuna francesa na região administrativa de Altos da França, no departamento de Aisne. Estende-se por uma área de 6,14 km². Em 2010 a comuna tinha 1 132 habitantes (densidade: 184,4 hab./km²).